# U Ribellu

U Ribellu est une publication nationaliste corse proche du FLNC publiée en langue corse et diffusée épisodiquement.
Le FLNC annonce le lancement du journal lors d'une conférence de presse le 16 août 1977, trois jours après l'attentat du 13 août 1977 contre le relais de télévision de Serra di Pigno.
À la suite de l'adoption du projet de loi sur le statut de la Corse en 2001, le FLNC annonce « réinvestir tous les terrains de lutte » et relance la distribution d'U Ribellu sur l'île. Des commandos armés de fusils d'assaut font irruption dans les lieux publiques de l'île pour distribuer le journal et expliquer leurs motivations aux Corses.